# Ella Ramsay
Ella Ramsay (Ipswich, 12 de julio de 2004) es una deportista australiana que compite en natación.
Ganó una medalla de plata en el Campeonato Mundial de Natación de 2025, en la prueba de 4 × 100 m estilos. Participó en los Juegos Olímpicos de París 2024, ocupando el quinto lugar en 400 m estilos y el séptimo en 200 m estilos.

## Palmarés internacional
| Campeonato Mundial | Campeonato Mundial  | Campeonato Mundial | Campeonato Mundial |
| Año                | Lugar               | Medalla            | Prueba             |
| ------------------ | ------------------- | ------------------ | ------------------ |
| 2025               | Singapur (Singapur) | Medalla de plata   | 4 × 100 m estilos  |